# Bataille de Cockpit Point
Guerre de Sécession
Batailles
Fort Sumter - 1re Bull Run - Shiloh - Sept Jours - 2nd Bull Run - Antietam - Fredericksburg - Stones River - Chancellorsville - Gettysburg - Vicksburg - Chickamauga - Chattanooga - Wilderness - Spotsylvania
La bataille de Cockpit Point se déroule le 3 janvier 1862, dans le Comté de Prince William, durant la Guerre de Sécession. Elle consiste en bombardements de batteries terrestres sudistes par USS Anacostia et USS Yankee. Ce dernier sera légèrement endommagé par les tirs sudistes. Aucune perte humaine n'est à déplorer dans les deux camps.
Les batteries seront cependant abandonnées dans les semaines qui suivent par les sudistes, mais plus en raison de leurs besoins  stratégiques propres que du fait des nordistes.
USS Yankee est un remorqueur à roues à aubes latérales, militarisé avec 2 canons de 32 livres. USS Anacostia est un vapeur à hélice, militarisé lui aussi avec deux canons Dalhgren de 9 pouces à âme lisse.
Les quatre batteries sudistes alignent 6 canons, dont un lourd. Leur objectif était d'interdire le trafic fluvial sur le Potomac aux navires fédéraux allant ou venant de Washington.